# يوداي تاناكا
يوداي تاناكا (باليابانية: 田中雄大) هو لاعب كرة قدم ياباني في مركز حراسة المرمى، ولد في 17 نوفمبر 1995 في ناتوري في اليابان. لعب مع SC Sagamihara ‏.

## وصلات خارجية
- يوداي تاناكا على موقع رابطة كرة القدم اليابانية للمحترفين (اليابانية)
- يوداي تاناكا على موقع قاعدة بيانات كرة القدم.إي يو (الإنجليزية)
- يوداي تاناكا على موقع Soccerway.com (الإنجليزية)
- يوداي تاناكا على موقع عالم كرة القدم.نت (الإنجليزية)